# Olenecamptus australis
Olenecamptus australis là một loài bọ cánh cứng trong họ Cerambycidae.